# Пирятинский литейно-механический завод
Пирятинский литейно-механический завод — предприятие в городе Пирятин Пирятинского района Полтавской области Украины.

## История
История предприятия началась в 1928 году, когда в соответствии с первым пятилетним планом развития народного хозяйства СССР в райцентре Пирятин была создана артель "Металлист".
В ходе боевых действий Великой Отечественной войны и немецкой оккупации города (18 сентября 1941 - 18 сентября 1943) предприятие пострадало, а при отступлении было полностью сожжено гитлеровцами.
Первым на место пожара пришёл старый работник артели Сергей Ситниченко, который начал работы по расчистке развалин и восстановлению мастерской вместе с другими бывшими работниками ещё до официального распоряжения о начале здесь ремонтно-восстановительных работ (позднее они были награждены медалями «За доблестный труд в Великой Отечественной войне 1941—1945 гг.»). Первым был восстановлен литейный цех, в дальнейшем - модельный, токарный, слесарный и остальные цеха.
После окончания войны артель «Металлист» объединили с артелью «Коопторф» (в ведении которой находились четыре участка торфоразработок). Помимо торфоразработчиков, работники изготавливали металлоизделия для МТС, колхозов и населения. Однако вплоть до середины 1950-х годов это было небольшое предприятие. После получения нового оборудования, в 1957 году промартель была преобразована в Пирятинский районный промкомбинат.
В 1975 году предприятие было преобразовано в литейно-механический завод, в 1981 году - в Пирятинский опытно-специализированный завод.
По состоянию на начало 1982 года основной продукцией завода являлись автопоилки для животноводческих ферм и металлоизделия (детали к навозоуборочным транспортёрам, шестерни, втулки, заслонки к дровяным печам, литые опоры для парковых скамеек, металлические ограждения и заборы, крышки для канализационных люков, чугунные котлы для приготовления пищи и другие литые изделия из чугуна и алюминия).
К началу 1988 года в составе предприятия имелось два литейных и несколько вспомогательных цехов, административные, складские и подсобные помещения. Также при заводе действовал швейный участок (почти 70 женщин-работниц, которые изготавливали женские халаты, детскую одежду, нижнее бельё и постельное бельё). Кроме того, к этому времени на средства завода были построены два девятиэтажных жилых дома в центре Пирятина и выполнен ряд работ по благоустройству города.
В целом, в послевоенное время завод входил в число ведущих предприятий города.
После провозглашения независимости Украины в условиях разрыва хозяйственных связей и экономического кризиса 1990-х годов положение предприятия осложнилось, и завод освоил выпуск металлических дверей и оконных решёток.
В мае 1995 года Кабинет министров Украины утвердил решение о приватизации завода. В дальнейшем, государственное предприятие было реорганизовано в открытое акционерное общество "Пирятинский литейно-механический завод".
По состоянию на начало июля 2002 года завод специализировался на изготовлении оборудования для животноводства и кормопроизводства. В это контрольный пакет акций завода был распределён между инвестиционной компанией АО ІК "Ірта" (46,06%), инвестиционным фондом "Вітчизна" (23,8%) и трудовым коллективом работников предприятия (6,06%).